# Rodrigo Tovar Pupo
Rodrigo Tovar Pupo (Valledupar, 19 de noviembre de 1960), alias Jorge 40, es un excomandante paramilitar colombiano del Bloque Norte de las Autodefensas Unidas de Colombia (AUC), que operaba principalmente en los departamentos de Cesar, Magdalena, La Guajira, Atlántico y Santander y que es responsable de asesinatos, masacres y secuestros en dichos departamentos a lo largo de 12 años. 'Jorge 40' confesó alrededor de 600 crímenes o hechos de violencia mientras estuvo sometido al proceso de Justicia y Paz. Aunque aseguró que participó en más de 3500 recibiendo órdenes de superiores. Se desmovilizó junto con mil de sus hombres el 10 de marzo de 2006 dentro del proceso de desmovilización de paramilitares en Colombia. El 13 de mayo de 2008 fue extraditado a los Estados Unidos por el delito de narcotráfico. Cumplió condena en ese país hasta 2020, y luego fue deportado a Colombia donde rinde ahora cuentas por los crímenes cometidos.

## Biografía
Estudio en Valledupar, incluso fue vecino de 'Simón Trinidad' e intentó realizar la carrera militar pero no finalizó por problemas de salud. Trabajó en la alcaldía de Valledupar y llegó a desempeñarse como Secretario de Hacienda.

### Militancia en las AUC
Comenzó como traficante de armas para los grupos paramilitares y a participar en las creación de las AUC en 1996. En 1999 el jefe paramilitar Salvatore Mancuso, a quien había conocido en un hotel en valledupar y se volvió su mentor de armas, le ofreció comandar el Bloque Norte de las AUC. En el 2000 entró en guerra con el también jefe paramilitar Hernán Giraldo, por el control de los puertos de Magdalena y La Guajira.  Algunos de los crímenes que cometió y estaría implicado durante su militancia en las AUC, fueron:el asesinato de 7 funcionarios de la Fiscalía General de la Nación en 1999, la masacre de Nueva Venecia en Sitionuevo (Magdalena): 40 muertos en 2000, la masacre de El Salado (Bolívar) en 2000, el asesinato de miembros de la Universidad del Magdalena en 2000, el asesinato de sindicalistas de la multinacional norteamericana Drummond en 2001, la masacre de Bahía Portete (La Guajira) en 2004. En la actualidad tiene 1486 investigaciones en curso por asesinatos, masacres y desplazamiento forzado.

### Parapolítica
Un computador portátil fue incautado a alias 'Don Antonio' hombre de confianza de Tovar y contenía información de cerca de 550 asesinatos, así como de vínculos con la clase política, con lo cual se inició en 2006 el escándalo de la parapolítica. Junto con el Pacto de Ralito, el computador de Jorge 40 ha llevado a la detención de varios congresistas sindicados de nexos con los grupos paramilitares.
Está acusado de haber desviado fondos del sector de la salud para financiar el Bloque Norte y de impulsar candidaturas de varios políticos de la región en la que comandaba intimidando a la población. También fue patrocinado por Jorge Gnecco, y protegido por el oficial de la Policía Nacional Danilo González.

### Extradición y deportación
También el gobierno de los Estados Unidos lo acusaba de narcotráfico y pidió su extradición, Tovar niega su participación en dicho negocio. Fue extraditado a Estados Unidos en 2008.

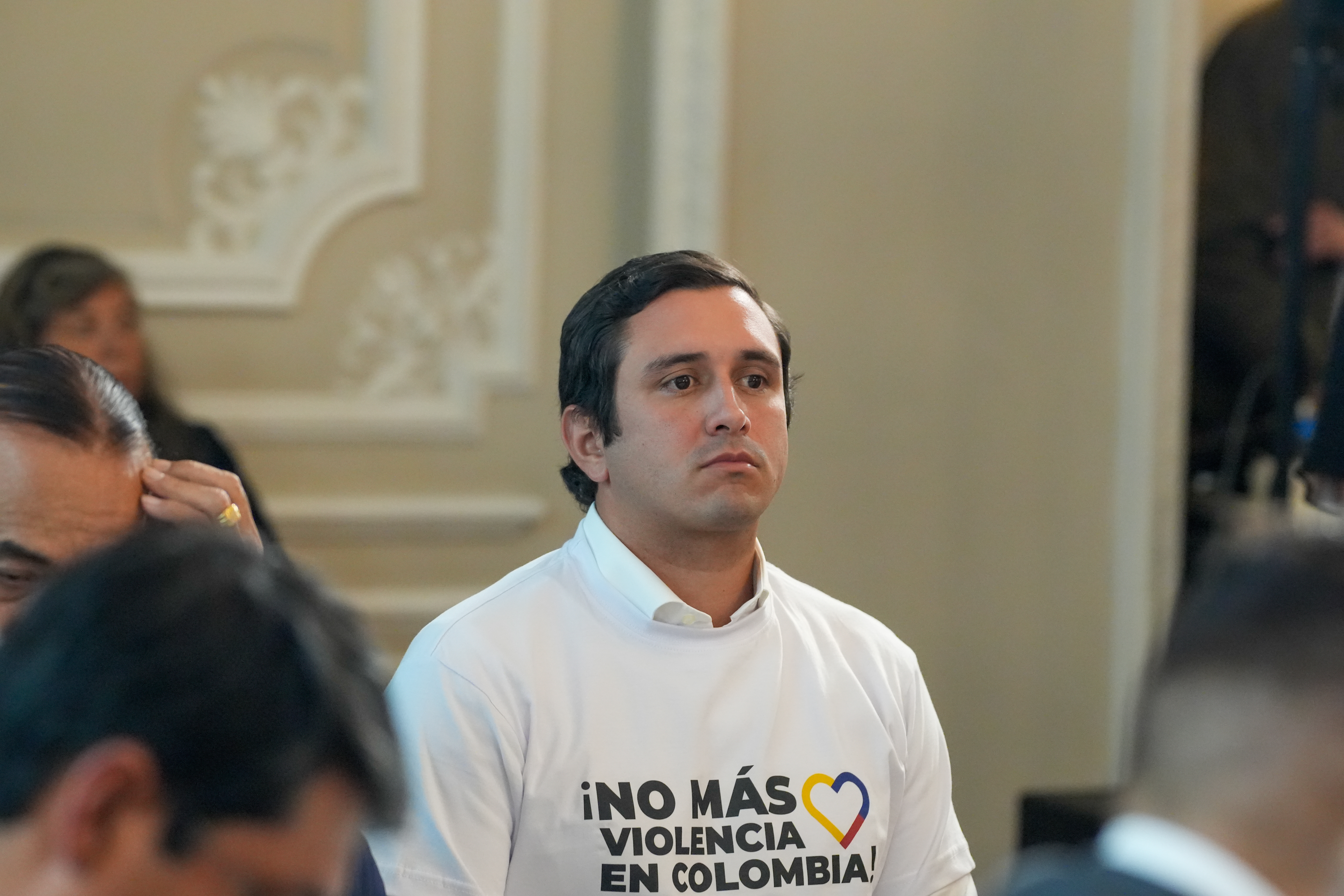
Rodrigo Tovar Vélez, hijo de Tovar Pupo, causó controversia al llegar al congreso en la curul destinada para las «víctimas»

Al final, una Corte Federal de los EE. UU lo condenó por los delitos indicados, permaneciendo privado de la libertad durante diez años en ese país. El 28 de septiembre de 2020, fue deportado a Colombia, luego de haber purgado su condena en los EE. UU. Ahora, deberá hacerle frente a las múltiples investigaciones y condenas impuestas por distintos despachos judiciales, por los delitos de concierto para delinquir, homicidio, etc. A raíz de los acuerdos de paz entre el gobierno colombiano y las FARC-EP, Tovar buscará, en un nuevo intento, acogerse bajo la Jurisdicción Especial para la Paz (JEP), con el deseo de lograr su libertad condicionada. Esto implicaría revelar de su parte, muchos de los hechos que a la fecha, no se han logrado esclarecer por parte de las autoridades judiciales, aunado al cumplimiento de las prerrogativas exigidas por esa jurisdicción especial, como son: derecho a la verdad, a la reparación integral  y garantía de no repetición, en favor de las víctimas del conflicto armado interno en Colombia.
Su hijo Jorge Rodrigo Tovar fue nombrado como Coordinador de Víctimas del Ministerio del Interior, una decisión que desató controversia.